# Hülsenberg (Langerwehe)
Koordinaten: 50° 48′ 42,6″ N, 6° 20′ 51,2″ O

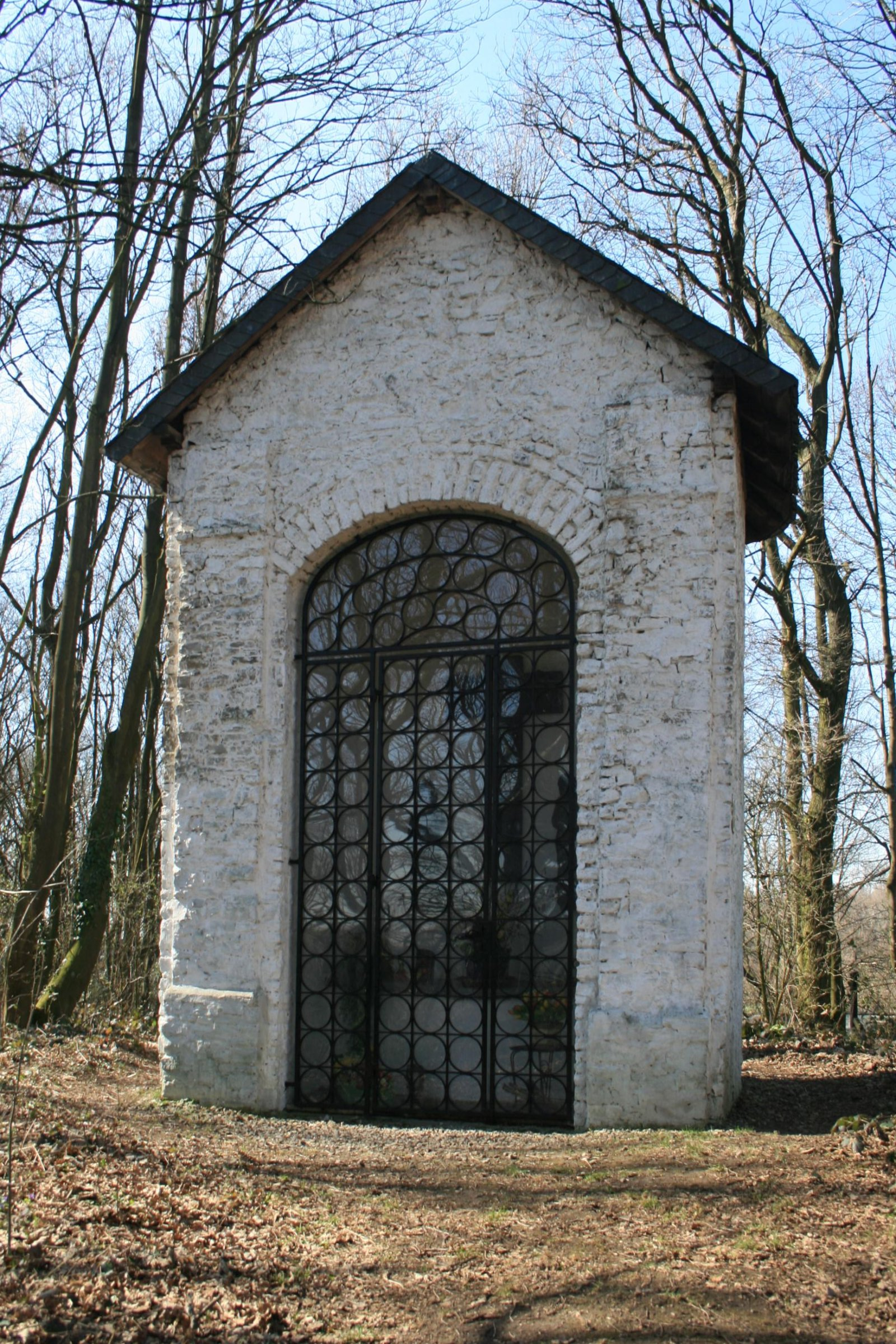
Hülsenbergkapelle

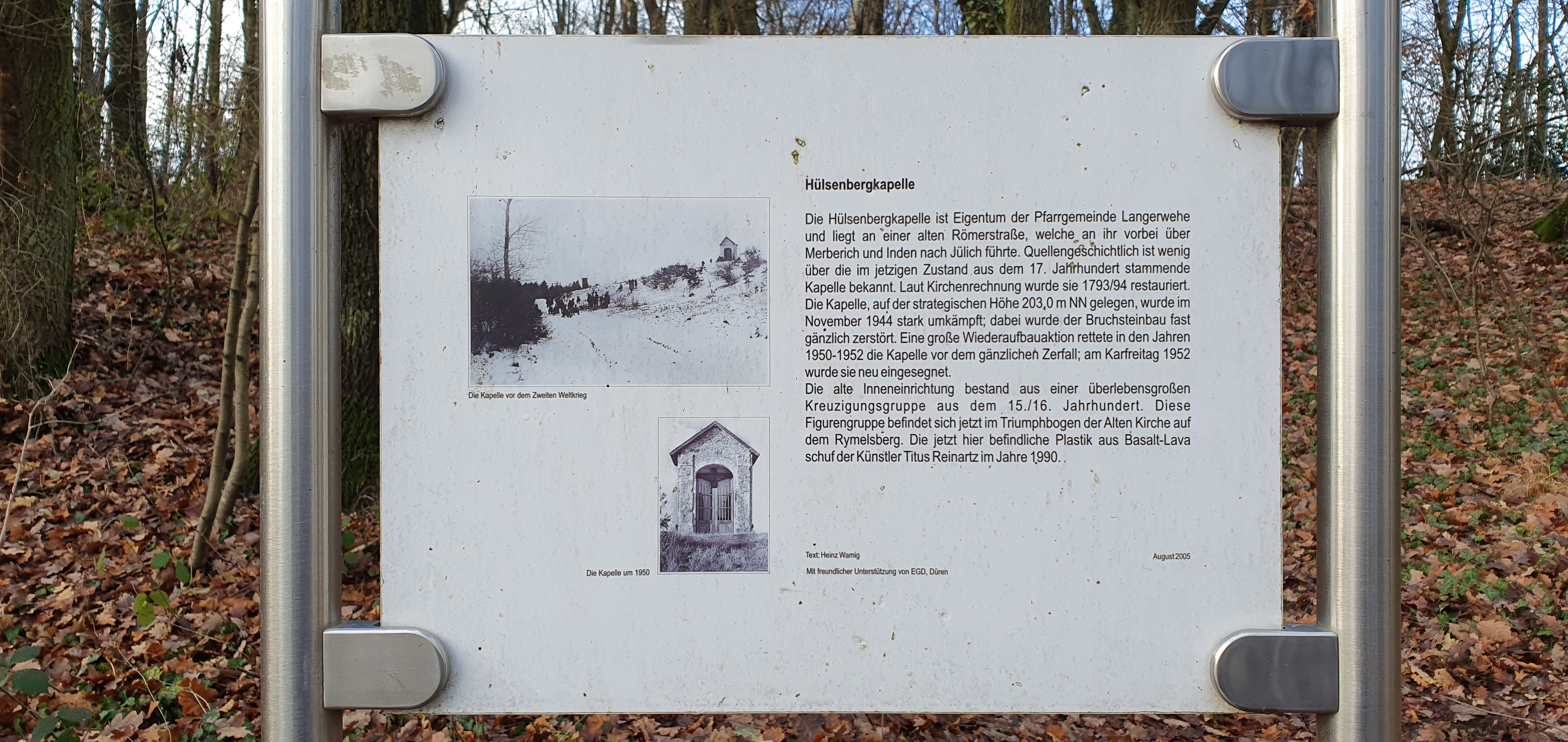
Orts- und Kapellenbeschreibung

Der Hülsenberg bei Langerwehe ist ein 203 m hoher Hügel. Er war im November 1944 während der Schlacht im Hürtgenwald hart umkämpft. Der Hülsenberg ist der nördliche Teil des Landschaftsgartens Kammerbusch.
Die alte Kapelle aus dem 18. Jh. wurde bei den Kämpfen im Zweiten Weltkrieg zerstört und 1950 wieder aufgebaut. Die Denkmalliste der Gemeinde Langerwehe beschreibt sie als ein nischenförmig geöffnetes Kapellengebäude aus Bruchstein mit Ziegelausflickungen, das im Innern eine barocke lebensgroße Kreuzigungsgruppe aus Holz beherbergt. Der Grundriss ist quadratisch mit abgerundeten Ecken an der Rückseite. Das Satteldach mit rückwärtigem Walm ist mit Schiefer gedeckt.